# On My Level
On My Level è un brano musicale del rapper statunitense Wiz Khalifa, pubblicato come primo singolo dall'album Rolling Papers. Il brano è stato scritto da Wiz Khalifa, Too Short, James Scheffer, Danny Morris e prodotto da Jim Jonsin.

## Tracce
Digital download
1. On My Level – 4:35

## Classifiche
| Classifica (2011)                 | Posizione massima |
| --------------------------------- | ----------------- |
| Billboard Hot 100                 | 52                |
| Hot R&B/Hip-Hop Songs (Billboard) | 16                |
| Rap Songs (Billboard)             | 10                |